# デイヴィッド・モカッタ
デイヴィッド・アルフレッド・モカッタ（David Alfred Mocatta, 1806年2月17日 - 1882年5月1日）はユダヤ系イギリス人の建築家。

## 経歴

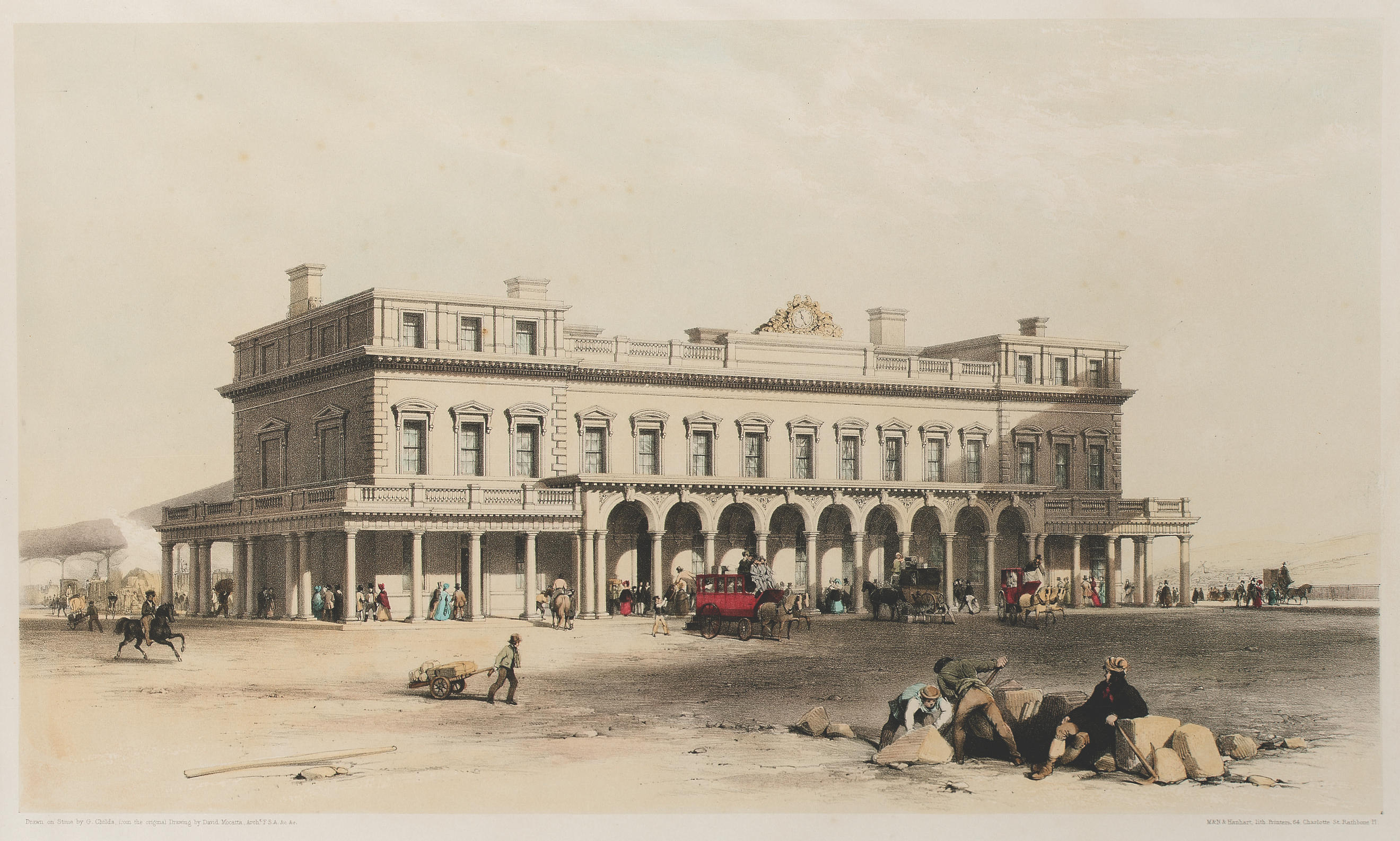
建設当初のブライトン駅舎（1841年）

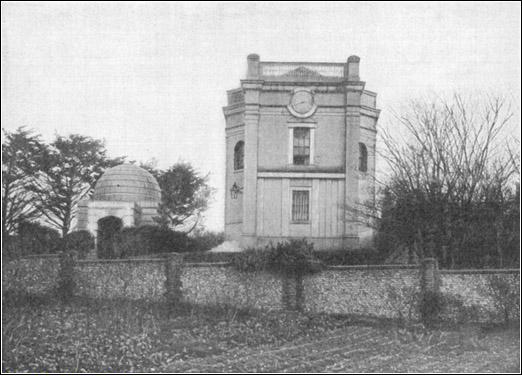
ラムズゲートにあるモーゼス・モンティフィオーレのシナゴーグ

1806年、ロンドンのセファルティムの家に生まれた。父親は地金の仲買人であった。1821年から27年までロンドンのジョン・ソーンに師事し、1829年から1年間イタリアで学んだ。その後1839年までにW・J・モカッタと共にブルームズベリーで開業し、46年まで勤務したのちロンドンに移転した。1833年には、イングランドのユダヤ人建築家として初めて国内のシナゴーグを設計した。このシナゴーグはケント州ラムズゲートにあり、モーゼス・モンテフィオーレのために設計されたものである。また、ユダヤ系イギリス人によるウェスト・ロンドン・シナゴーグは、バートン・ストリートの仮設建築（1841年）と、マーガレット・ストリートの建築物（1851年）の設計をモカッタに依頼した。後者は400席の座席が設置され、建設費4千ポンドを要した。また1846年には英国建築研究所（後の王立英国建築家協会）のフェローに選ばれた。

## 鉄道建築
1839年、モカッタはロンドン・アンド・ブライトン鉄道の設計士に就任し、ブライトン駅とその他10駅の設計を任された。彼が設計したブライトン駅のデザインは、ウィリアム・タイトが設計したナイン・エルムス駅と似ていると言われており、他の駅はイタリア風建築の影響が見られる。そのほか、同社のウース・ヴァレー高架橋の装飾デザインも担当した。
また、ファリンドン通りにセントラル・ロンドン鉄道の駅を建設する計画にも関わり1845年頃に計画書を作成したが、実現には至らなかった。

## その後の経歴
1848年、モカッタはロンドン発熱病院の設計コンペで優勝した。また1846年頃、サフォーク州のストウラングトフト・ホールの設計を行い、現在の建物（1859年築）は彼の設計に基づいて建てられたものと考えられている。その後1850年代に一族の財産を相続したモカッタは、早々に建築家を引退した。
その後、彼はサー・ジョン・ソーンズ美術館の上級理事となった。またウェスト・ロンドン・シナゴーグの創設メンバーでもあった彼は、委員会の議長にも就任した。